# Storygraph
StoryGraph je online platforma a mobilní aplikace určená pro čtenáře a milovníky knih, která umožňuje sledování a analýzu čtenářských návyků a objevování nových knih. Byla vytvořena jako nezávislá alternativa k platformě Goodreads a zaměřuje se na detailní analýzu čtenářských preferencí, včetně nálady knih, tempa příběhu a žánrů. Díky absenci reklam a uživatelsky přívětivému designu si získala oblibu mezi čtenáři hledajícími modernější a personalizovanější nástroj pro správu svých knihoven. 
Základní verze StoryGraph je zdarma, pokročilejší funkce jsou dostupné v placené verzi StoryGraphPlus. 

## Design
Storygraph založila Nadia Odunayo. Motivaci k tomu tento projekt rozjet dostala poté co jí propadl jiný projekt v roce 2019. Sama byla uživatelem Goodreads a věděla, co jí v aplikaci chybí a vadí. Zároveň také udělala rozhovory s mnoho dalšími čtenáři, aby její aplikace StoryGraph měla co nejvíce žádaných prvků. 

## Porovnání s Goodreads
Na stránce knihy v Goodreads je od ostatních uživatelů dostupné jen hvězdičkové a slovní hodnocení. Ve StoryGraph je typů hodnocení mnoho. Čtenáři mohou například ke knize přidat žánr, tempo knihy a její atmosféru.
Kromě těchto tří hlavních hodnocení lze v aplikaci také zadat data o tom na co kniha dává důraz a nebo detaily tématech, které probírá. Hvězdičkové hodnocení je podle mnoho čtenářů lepší ve StoryGraph, jelikož tato aplikace umožňuje čtenářům hodnotit knihy půl a čtvrt hvězdičkami, kdežto v Goodreads lze knize dát pouze celé.  StoryGraph má také možnost uložit knihu jako tzv. DNF (did not finish = nedokončeno). Čtenář může uvést proč knihu přestal číst a jak daleko se dostal. 

## Funkce
StoryGraph nabízí řadu funkcí zaměřených na detailní analýzu čtenářských návyků a personalizovaná doporučení, například:
- Sledování čtenářských návyků a přehledné statistiky: Umožňuje uživatelům pomocí různých grafů a tabulek sledovat své čtenářské návyky. Podle toho, jak se jejich čtení vyvíjí v průběhu času si mohou vybrat lepší knihu.
- Personalizovaná doporučení: Na základě preferencí uživatele, jako jsou oblíbené žánry, témata a nálady knih, poskytuje doporučení knih, které by mohly uživatele zajímat.
- Import knihoven z Goodreads: Umožňuje snadný import dat z Goodreads, což usnadňuje přechod mezi platformami.
- Správa čtenářských seznamů a cílů: Uživatelé mohou vytvářet vlastní seznamy knih, nastavovat si čtenářské cíle a sdílet vybrané seznamy s přáteli. [7]

## Ohlas a význam
StoryGraph je oblíbená aplikace pro sledování čtenářských aktivit, která získává pozitivní ohlasy od uživatelů i recenzentů za své funkce a uživatelské rozhraní. Podle Jamie Perkins ze Simmons Voice uživatelé oceňují, že platforma nabízí personalizovanější zkušenost než Goodreads, včetně funkcí, jako je sledování nálady a tempa knih. Perkins také upozorňuje, že StoryGraph představuje osvěžující alternativu v prostředí, kde dlouhodobě dominuje Goodreads. 
„The StoryGraph se neustále aktualizují a přidávají nové funkce na základě zpětné vazby od uživatelů. Nabízejí aplikaci dostupnou pro iPhone i Android a je fantastická. Zobrazuje všechny statistiky čtení jedinečným a zábavným způsobem,“ říká  Stephanie Whitmanová na svém blogu The Espresso Edition. 
Chris M. Arnone z Book Riot pochválil The StoryGraph za to, že není spojen s Amazonem a že se distancoval od produktů Amazonu, ale kritizoval platformu za nedostatek silné sociální komunity a uvedl: „Komunita na Goodreads je obrovská, s mnoha skupinami a připojeními na sociální sítě, které automaticky přidávají lidi, které znáte v jiných oblastech. StoryGraph nic takového v tuto chvíli nemá. Nemá žádné propojení API s jinými platformami sociálních médií, což nejenže znamená, že nemůžete importovat přátele z Facebooku nebo Twitteru, ale nemůžete na tyto platformy přímo přispívat. Může to být něco, na čem pracují, nicméně tento nedostatek interakce ovlivnil moji recenzi The StoryGraph.“ 